# Рафаэль, Лутц
Лутц Рафаэль (нем. Lutz Raphael; род. 12 сентября 1955, Эссен, Северный Рейн-Вестфалия) — немецкий историк современности. Профессор Трирского университета, доктор (1984), член Академии литературы и наук в Майнце (2014). В 2013 году получил премию имени Готфрида Вильгельма Лейбница Немецкого научно-исследовательского общества.
Изучал историю, социологию и романистику в Мюнстерском университете с 1974 года, в 1981 году получил степени по истории и французскому языку. С 1981 по 1984 год работал над докторской диссертацией по профсоюзному движению и коммунистическим партиям в современной Франции и Италии и получил докторскую степень в альма-матер в 1984 году. С 1987 по 1996 год в качестве лектора и доцента преподавал в Университете Дармштадта. С 1996 года является профессором современной истории в Университете Трира.
Председатель Arbeitskreis für moderne Sozialgeschichte (с 2001 по 2006 год; член с 1999). С 2007 по 2013 год член Научной комиссии Немецкого совета по науке и гуманитарным наукам. В 2011 году избран членом Исторической комиссии Баварской академии наук. Является членом консультативного совета Немецкого исторического института в Париже, а также членом редакционной коллегии двух журналов: Neue politische Literatur и Journal of Modern European History. Являлся приглашенным профессором в Высшей школе социальных наук и образования (EHESS), Университете Париж VII им. Дени Дидро, Центре европейских исследований, Колледже Святого Антония в Оксфорде и Лондонской школе экономики. Последователь Билефельдской школы.
Автор книг Imperiale Gewalt und Mobilisierte Nation. Europa 1914—1945 (2011), Theorien und Experimente der Moderne. Europas Gesellschaften im 20. Jahrhundert (2012), Nach dem Boom. Perspektiven der Zeitgeschichte seit 1970 (2012).